# Kadymka
Kadymka (russisch Кадымка, deutsch Eszerningken, 1936–1938 Escherningken, 1938–1945 Eschingen, litauisch Ešerninkai) ist ein Ort in der russischen Oblast Kaliningrad. Er gehört zur kommunalen Selbstverwaltungseinheit Munizipalkreis Osjorsk im Rajon Osjorsk.

## Geographische Lage
Kadymka liegt neun Kilometer nordöstlich von Osjorsk (Darkehmen/Angerapp) an der Kommunalstraße 27K-372 von Jablonowka (Wilhelmsberg) nach Dubrawa (Buylien/Schulzenwalde). Ein Bahnanschluss besteht nicht mehr, seit die bis 1945 bestehende Bahnstrecke Gumbinnen–Angerburg mit Eszerningken (Eschingen) als Bahnstation geschlossen wurde. Die südliche Ortsgrenze bildet das Flüsschen Rasliwnaja (Friedrichsberger Fließ), das dort in die Wika (Wiek) mündet.

## Geschichte
Der ehemals Eszerningken genannte Ort war ein altes Gutsdorf. Im Jahre 1818 zählte man dort 89 Einwohner, 1863 waren es bereits 174. Die Einwohnerzahl betrug 1910 noch 101, stieg aber bis 1925 auf 300, lag 1933 bei 288 und betrug 1939 noch 287.
Am 31. Dezember 1913 wurden die Landgemeinden Bindszuhnen (1936–1938 Bindschuhnen, 1938–1946 Bindemark, ab 1946 Gremjatsche) und Kariotkehmen (1938–1946 Karkeim, ab 1946 Nowoselje) teilweise in den Gutsbezirk Eszerningken eingegliedert. Am 6. September 1917 wurde der Gutsbezirk Eszerningken in eine Landgemeinde umgewandelt. 1936 veränderte man die Ortsnamensschreibweise in Escherningken und am 3. Juli 1938 (mit amtlicher Bestätigung vom 16. Juli 1938) in Eschingen.
Bis 1945 gehörte der Ort zum Landkreis Darkehmen (1938–1946 Angerapp) im Regierungsbezirk Gumbinnen der preußischen Provinz Ostpreußen.
Im Januar 1945 wurde der Ort von der Roten Armee besetzt. Die neue Polnische Provisorische Regierung ging zunächst davon aus, dass er mit dem gesamten Kreis Darkehmen (Angerapp) unter ihre Verwaltung fallen würde. Im Potsdamer Abkommen (Artikel VI) von August 1945 wurde die neue sowjetisch-polnische Grenze aber unabhängig von den alten Kreisgrenzen anvisiert, wodurch der Ort unter sowjetische Verwaltung kam. Die polnische Umbenennung des Ortes in Eżerninki im Juli 1947 wurde (vermutlich) nicht mehr wirksam. Im November 1947 erhielt er den russischen Namen „Kadymka“ und wurde gleichzeitig dem Dorfsowjet Bagrationowski selski Sowet im Rajon Osjorsk zugeordnet. Von 2008 bis 2014 gehörte Kadymka zur Landgemeinde Gawrilowskoje selskoje posselenije, von 2015 bis 2020 zum Stadtkreis Osjorsk und seither zum Munizipalkreis Osjorsk.

### Amtsbezirk Eschingen
Am 12. Januar 1939 wurde der dann Eschingen genannte Ort namensgebend für einen Amtsbezirk, der bis dahin nach Dinglauken (1938–1946 Altdingelau, ab 1946 Sarodoschnoje) benannt war. Am 1. Januar 1945 gehörten die fünf Gemeinden Brenndenwalde (bis 1938 Ischdaggen, ab 1946 Schilowo), Dingelau (bis 1938 Dinglauken, ab 1946 Borok), Eschingen (Eszerningken/Escherningken/Kadymka), Großbachrode (bis 1938 Groß Kolpacken) und Kleedorf (bis 1938 Karteningken, ab 1946 Sobinowo) zum Amtsbezirk Eschingen.

## Kirche
Eszerningken war bis 1945 mit seiner überwiegend evangelischen Bevölkerung in das Kirchspiel Wilhelmsberg (russisch Jablonowka) im Kirchenkreis Darkehmen (1938–1946 Angerapp, russisch Osjorsk) in der Kirchenprovinz Ostpreußen der Kirche der Altpreußischen Union eingepfarrt. Der letzte deutsche Geistliche war Pfarrer Johannes Schenk.
Während der Zeit der Sowjetunion war alles kirchliche Leben untersagt. In den 1990er Jahren bildete sich in Kadymka eine neue evangelische Gemeinde, die sich der ebenfalls neugegründeten  Propstei Kaliningrad in der Evangelisch–Lutherischen Kirche Europäisches Russland (ELKER) eingliederte. Die zuständigen Geistlichen sind die Pfarrer der Salzburger Kirche in Gussew (Gumbinnen).